# HD11336
HD11336 — хімічно пекулярна зоря спектрального класу B8, що має видиму зоряну величину в смузі V приблизно 7,5.
Вона  розташована на відстані близько 1294,3 світлових років від Сонця.

## Пекулярний хімічний вміст
Зоряна атмосфера HD11336 має підвищений вміст 
Hg й відповідно належить до підкласу HgMn зір.